# Obélisque du Quirinal
L'obélisque du Quirinal est l'un des obélisques qui se trouvaient à l'entrée du mausolée  d'Auguste. Il se trouve actuellement réérigé sur la place du Quirinal (piazza del Quirinale), devant le palais du président de la république italienne.

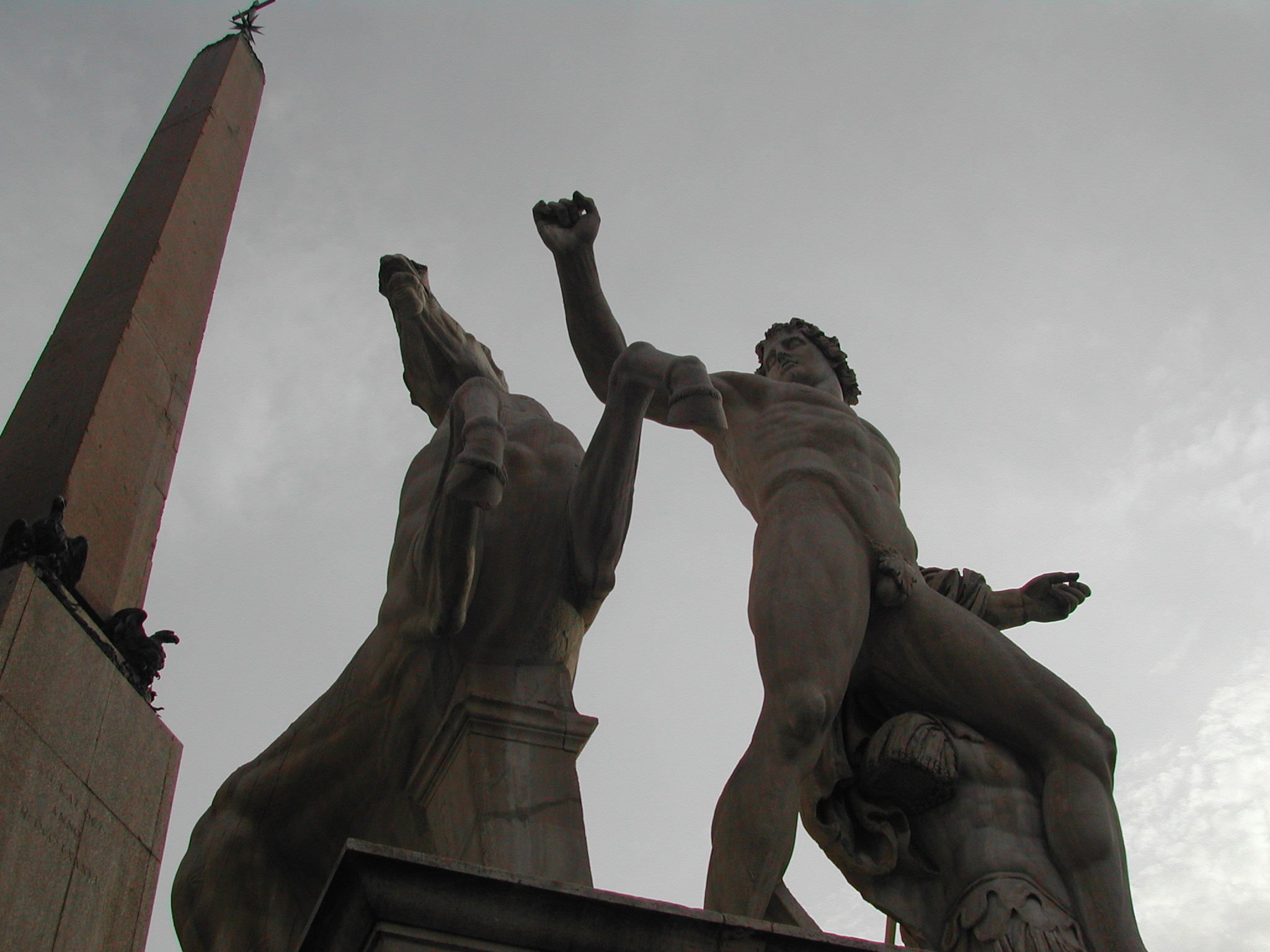
L'obélisque et la statue des Dioscures.

## Origine égyptienne
Cet obélisque de granite rouge de Syène (Assouan) a été taillé en Égypte, mais à l'époque romaine, probablement à la fin du Ier siècle. Il est anépigraphe (c'est-à-dire dépourvu de toute inscription), caractéristique qu'il partage avec son jumeau de l'Esquilin, mais aussi avec l'obélisque du Vatican.

## Mausolée d'Auguste

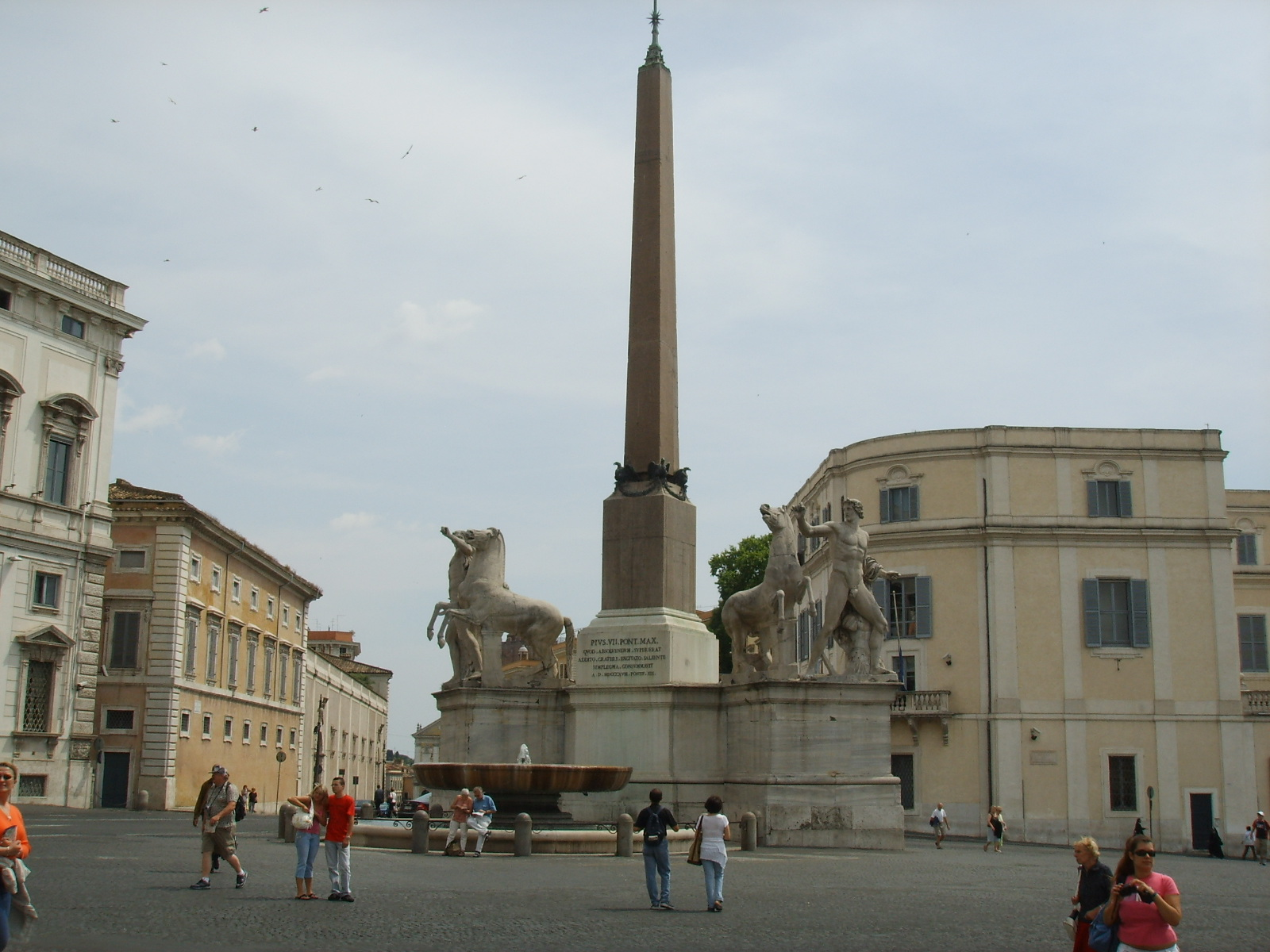
La place du Quirinal.

L'obélisque du Quirinal était l'un des deux obélisques qui flanquaient l'entrée du mausolée d'Auguste ; cependant il semble qu'ils n'y furent installés que sous l'empereur Domitien (81-96). L'autre est l'obélisque de l'Esquilin, au chevet de la basilique Sainte-Marie-Majeure. 
Ces obélisques tombèrent et se brisèrent au cours du Moyen Âge.
La hauteur de celui-ci est de 14,60 m.

## Place du Quirinal
Redécouvert en 1527, il fut finalement transporté et réérigé sur la place du Quirinal, en 1782, par le pape Pie VI (1775-1799), sur une fontaine décorée de deux statues romaines monumentales des Dioscures Castor et Pollux, accompagnés de leurs chevaux.
Il porte un couronnement aux armes du pape Alexandre VII (armes des Chigi) : une étoile au-dessus de six monts.[réf. nécessaire]

## Numismatique
L'obélisque du Quirinal est représenté, avec le palais du Quirinal, sur la pièce de 500 lires de 1982 à 2001.